# Elezioni parlamentari in Israele del 2022
Le Elezioni parlamentari in Israele del 2022 si sono tenute il 1º novembre per eleggere i 120 membri della Knesset.
Le elezioni hanno visto il partito Likud dell’ex-Primo ministro Benjamin Netanyahu imporsi come primo partito con 32 seggi, mentre il blocco quadripartitico di destra guidato dallo stesso Netanyahu e composto da Likud, Partito Sionista Religioso, Giudaismo Unito nella Torah e Shas, ha conseguito e superato la maggioranza assoluta, ottenendo 64 seggi su 120, cosa che ha permesso al politico di centro-destra di poter tornare ad essere Primo Ministro dopo poco più di un anno all’opposizione.

## Contesto precedente
Si tratta della quinta tornata elettorale in circa due anni, in quanto, una crisi politica persistente sorta fra il 2019 e il 2020 per via della mancata formazione del governo e la mancata approvazione della legge di bilancio nei termini di legge, hanno paralizzato la politica nazionale e reso faticosa la formazione di successivi governi stabili e duraturi, anche per via del sistema elettorale del paese, basato su un sistema proporzionale puro (se non per una soglia di sbarramento dei partiti fissata al 3,25%).

### Elezioni del 2021 e formazione del governo
Dalle elezioni del 2021, le quarte in meno di due anni, risulta l'ennesima situazione di stallo, che si risolve solo in giugno, quando, a poco meno di tre mesi dalle elezioni, un’eterogenea ed estesa coalizione di partiti, che va dalla destra nazionalista di Yamina alla sinistra socialdemocratica del Partito Laburista e fino ad includere il partito filo-arabo Ra’am, riescono sotto la guida di Naftali Bennett (Yamina) e del suo primo ministro supplente Yair Lapid (Yesh Atid) a raggiungere un accordo che prevede un governo di rotazione con primo ministro Naftali Bennett per i primi 15 mesi e Yair Lapid in seguito. Grazie a ciò, il governo incassa la fiducia alla Knesset con 60 favorevoli, 59 contrari ed un astenuto. Entra in carica il 13 giugno 2021.
Il Governo Bennett-Lapid è sostenuto dai partiti Yesh Atid, Blu e Bianco (fazione Resilienza per Israele), Partito Laburista Israeliano, Israel Beitenu, Partito Laburista Israeliano, Meretz, Nuova Speranza, Yamina (fazione Nuova Destra) e Lista Araba Unita.
Si pongono all'opposizione le fazioni di Likud, Shas, Giudaismo Unito nella Torah (fazioni Degel HaTorah e Agudat Yisrael), Partito Sionista Religioso (insieme alle fazioni interne Noam e Atid Ehad), Lista Comune (con le fazioni interne Hadash, Partito Comunista di Israele, Ta'al, Balad e un Indipendente) e Otzma Yehudit.

### Crisi di governo
Dopo un primo periodo inizialmente stabile, salvo alcune tensioni presto rientrate e alcune minacce dell’opposizione, in cui la maggioranza risicata di 61 membri ha operato in maniera tranquilla, riuscendo anche a far passare la Legge di bilancio per l’anno 2022 (cosa che non avveniva dal 2020, quando si era innescata la crisi politica e il conseguente scioglimento della Knesset il 23 dicembre dello stesso anno, senza far passare la finanziaria), il 6 aprile 2022 un membro della coalizione di governo (e del partito Yamina), Idit Silman, esce dal patto citando discordanze con la decisione del Ministro della Salute, Nitzan Horowitz, di far valere un ordine della corte secondo cui sarebbe stato possibile ai visitatori dei pazienti in ospedale portare con sé del Chametz, un particolare pane lievitato, durante i giorni di Pesach (ovvero la Pasqua ebraica), cosa proibita dalla legge ebraica, l’Halakhah. In questo modo, il Governo perde la maggioranza assoluta alla Knesset e diviene un governo di minoranza, detenendo gli stessi seggi dell’opposizione, ovvero 60.
In seguito, il 19 maggio, la deputata di Meretz Ghaida Rinawie Zoabi esce dalla coalizione, sostenendo che il governo aveva adottato una posizione intransigente sulle questioni israelo-palestinesi e riducendo il suo numero di seggi alla Knesset a favore del governo a una minoranza di 59. Pur essendosi riunita alla coalizione tre giorni dopo, il 7 giugno si è unita nuovamente all'opposizione (insieme ad alcuni altri deputati) nel votare un disegno di legge che avrebbe rinnovato l'applicazione della legge israeliana negli Insediamenti israeliani in Cisgiordania, atto che doveva scadere a luglio ma era considerato generalmente come una formalità, in quanto, negli ultimi 55 anni, era stato rinnovato ogni volta.
Il 13 giugno, a un anno esatto dalla nascita dell’esecutivo, il deputato di Yamina Nir Orbach lascia anch’egli la coalizione, sostenendo che i membri di sinistra della stessa lo tenevano in ostaggio, riportando il governo a detenere 59 seggi su 120 e ad essere vulnerabile a sfiducie e scioglimenti anticipati della Knesset in quanto Governo di minoranza.

### Scioglimento della Knesset
Il 20 giugno, infine, Bennett e Lapid hanno annunciato, vista l’impossibilità di ricostruire una maggioranza, l'introduzione di un disegno di legge per sciogliere la Knesset in una dichiarazione congiunta, affermando che Lapid (precedentemente primo ministro supplente) sarebbe diventato il Primo ministro ad interim dopo lo scioglimento. Lo scioglimento della Knesset ha, inoltre, automaticamente ritardato la data di scadenza delle ordinanze fino a 90 giorni dopo la formazione del successivo governo.
Esso è stato approvato dalla Knesset in prima lettura il 28 giugno, in terza il 29 giugno e la data per le elezioni è stata fissata al 1º novembre 2022.
A causa di ciò, Bennett ha scelto di ritirarsi dalla politica e non cercare la rielezione; dimettendosi da leader di Yamina il 29 giugno, a cui successe Ayelet Shaked.
Il 30 giugno, in conformità con l'accordo di coalizione, Yair Lapid succede a Naftali Bennett come primo ministro ad interim.

## Sistema elettorale
I 120 membri della Knesset sono eletti con sistema proporzionale a collegio unico e listini bloccati, con soglia di sbarramento fissata al 3,25% dei voti validi.
La legge elettorale israeliana, inoltre, consente a due partiti di accordarsi per sommare i propri voti in vista dell'assegnazione dei seggi supplementari previsti dalla variante Hagenbach-Bischoff del Metodo D'Hondt.

## Risultati
| Likud                                                       | 1 115 336 | 23,41 | 32  |  |  |  |
| Yesh Atid                                                   | 847 435   | 17,79 | 24  |  |  |  |
| Partito Sionista Religioso - Otzma Yehudit (con Noam)       | 516 470   | 10,84 | 14  |  |  |  |
| Unità Nazionale (Blu e Bianco - Nuova Speranza)             | 432 482   | 9,08  | 12  |  |  |  |
| Shas                                                        | 392 964   | 8,25  | 11  |  |  |  |
| Ebraismo della Torah Unito (Agudat Yisrael - Degel HaTorah) | 280 194   | 5,88  | 7   |  |  |  |
| Israel Beitenu                                              | 213 687   | 4,48  | 6   |  |  |  |
| Lista Araba Unita                                           | 194 047   | 4,07  | 5   |  |  |  |
| Hadash - Ta'al                                              | 178 735   | 3,75  | 5   |  |  |  |
| Partito Laburista Israeliano                                | 175 992   | 3,69  | 4   |  |  |  |
| Meretz                                                      | 150 793   | 3,16  | –   |  |  |  |
| Balad                                                       | 138 617   | 2,91  | –   |  |  |  |
| La Casa Ebraica (Yamina - Nuova Destra)                     | 56 775    | 1,19  | –   |  |  |  |
| Libertà Economica                                           | 15 801    | 0,33  | –   |  |  |  |
| Con Coraggio per Te                                         | 14 694    | 0,31  | –   |  |  |  |
| Nuovo Partito Economico                                     | 13 920    | 0,29  | –   |  |  |  |
| Gioventù Ardente                                            | 8 800     | 0,18  | –   |  |  |  |
| Altri <0,05%                                                | 18 000    | 0,38  | –   |  |  |  |
| Totale                                                      | 4 764 742 | 100   | 120 |  |  |  |
|                                                             |           |       |     |  |  |  |
| Voti non validi                                             | 29 851    | 0,62  |     |  |  |  |
| Votanti                                                     | 4 794 593 | 70,63 |     |  |  |  |
| Elettori                                                    | 6 788 804 |       |     |  |  |  |

| Riepilogo dei voti (+/- elezioni 2021)  | Riepilogo dei voti (+/- elezioni 2021) | Riepilogo dei voti (+/- elezioni 2021) | Riepilogo dei voti (+/- elezioni 2021) | Riepilogo dei voti (+/- elezioni 2021) | Riepilogo dei voti (+/- elezioni 2021) | Riepilogo dei voti (+/- elezioni 2021) |
| --------------------------------------- | -------------------------------------- | -------------------------------------- | -------------------------------------- | -------------------------------------- | -------------------------------------- | -------------------------------------- |
| Likud                                   | Likud                                  | Likud                                  |                                        |                                        | 23,41%                                 | ▼ 0,78                                 |
| Yesh Atid                               | Yesh Atid                              | Yesh Atid                              |                                        |                                        | 17,79%                                 | ▲ 3,86                                 |
| Partito Sionista Religioso              | Partito Sionista Religioso             | Partito Sionista Religioso             |                                        |                                        | 10,84%                                 | ▲ 5,72                                 |
| Unità Nazionale                         | Unità Nazionale                        | Unità Nazionale                        |                                        |                                        | 9,08%                                  | Nuovo                                  |
| Shas                                    | Shas                                   | Shas                                   |                                        |                                        | 8,25%                                  | ▲ 1,08                                 |
| Ebraismo della Torah Unito              | Ebraismo della Torah Unito             | Ebraismo della Torah Unito             |                                        |                                        | 5,88%                                  | ▲ 0,25                                 |
| Israel Beitenu                          | Israel Beitenu                         | Israel Beitenu                         |                                        |                                        | 4,48%                                  | ▼ 1,15                                 |
| Lista Araba Unita                       | Lista Araba Unita                      | Lista Araba Unita                      |                                        |                                        | 4,07%                                  | ▲ 0,28                                 |
| Hadash-Ta'al                            | Hadash-Ta'al                           | Hadash-Ta'al                           |                                        |                                        | 3,75%                                  | Nuovo                                  |
| Partito Laburista Israeliano            | Partito Laburista Israeliano           | Partito Laburista Israeliano           |                                        |                                        | 3,69%                                  | ▼ 2,40                                 |
| Meretz                                  | Meretz                                 | Meretz                                 |                                        |                                        | 3,16%                                  | ▼ 1,43                                 |
| Balad                                   | Balad                                  | Balad                                  |                                        |                                        | 2,91%                                  | Nuovo                                  |
| La Casa Ebraica                         | La Casa Ebraica                        | La Casa Ebraica                        |                                        |                                        | 1,19%                                  | ━                                      |
| Altri <0,50%                            | Altri <0,50%                           | Altri <0,50%                           |                                        |                                        | 1,50%                                  |                                        |
| Riepilogo dei seggi (+/- elezioni 2021) |                                        |                                        |                                        |                                        |                                        |                                        |
|                                         |                                        |                                        |                                        |                                        |                                        |                                        |
| Hadash                                  | 4                                      | ▲ 1                                    |                                        | Ta'al                                  | 1                                      | ▼ 1                                    |
| Lista Araba Unita                       | 5                                      | ▲ 1                                    |                                        | Laburisti                              | 4                                      | ▼ 3                                    |
| Yesh Atid                               | 24                                     | ▲ 7                                    |                                        | Unità Nazionale                        | 12                                     | ▼ 2                                    |
| Israel Beitenu                          | 6                                      | ▼ 1                                    |                                        | Likud                                  | 32                                     | ▲ 2                                    |
| Tkuma                                   | 14                                     | ▲ 8                                    |                                        | Shas                                   | 11                                     | ▲ 2                                    |
| Yahadut HaTora                          | 7                                      | ━                                      |                                        | Balad                                  | 0                                      | ▼ 1                                    |
| Meretz                                  | 0                                      | ▼ 6                                    |                                        | Yamina                                 | 0                                      | ▼ 7                                    |

## Conseguenze

### Conteggi elettorali e avvio dei lavori della Knesset
All'86% dei voti conteggiati, si prevedeva che il blocco di destra guidato da Benjamin Netanyahu, noto in Israele come Campo Nazionale, avrebbe vinto la maggioranza dei seggi, mentre entrambi i partiti di sinistra Meretz e Balad sarebbero stati sotto la soglia elettorale.
In seguito, essendo stati contati tutti i voti, tali previsioni sono state confermate, ed è stato evidente l’aumento della quota di voti dei partiti di estrema destra. Tuttavia, in termini di voti, entrambi i blocchi erano a testa a testa, con il blocco anti-Netanyahu che ha raggiunto addirittura il 49,5% dei voti, ma non ha guadagnato abbastanza seggi a causa del risultato manchevole di Meretz e Balad che hanno reso 289.000 voti anti-Netanyahu effettivamente sprecati.
Complessivamente, il blocco di Netanyahu ha vinto 64 seggi, mentre la coalizione guidata dal primo ministro in carica Yair Lapid ha vinto 51 seggi. Oltre a Meretz e Balad, anche il partito di destra La Casa Ebraica non è riuscito a superare la soglia elettorale.
La nuova maggioranza è stata variamente descritta come il governo “più di destra nella storia israeliana”, così come il suo governo “più religioso”.
Lapid ha quindi “concesso” la vittoria a Netanyahu, e si è congratulato con lui, augurandogli buona fortuna "per il bene del popolo israeliano". Netanyahu ha anche ricevuto messaggi di congratulazioni da leader di tutto il mondo, tra cui quelli di Canada, Francia, Ungheria, India, Italia, Giordania, Sudan, Ucraina, Emirati Arabi Uniti, Stati Uniti e Regno Unito, tra gli altri.
Il 15 novembre, la cerimonia di giuramento per i nuovi membri eletti della 25ª Knesset si è tenuta durante la sessione di apertura, ma il voto per nominare un nuovo presidente della Knesset, che di solito viene condotto nella sessione di apertura, e il giuramento dei membri del gabinetto sono stati rinviati ad un’altra data (poi identificata al 29 dicembre) poiché i negoziati di coalizione in corso non avevano ancora portato a un accordo su queste posizioni. Complessivamente, la nuova Knesset comprende 29 legislatrici, 7 in meno rispetto all'ultima, e 28 nuove parlamentari.

### Formazione del governo
Nel frattempo, il presidente Herzog iniziò, il 9 novembre, le consultazioni con i parlamentari per nominare un primo ministro designato, che diedero come esito la nomina di Netanyahu, avvenuta il 13 novembre (sebbene questi avesse iniziato tale processo informalmente già dal 3 novembre).
Dopo aver siglato una serie di accordi elettorali in seguito a lunghe settimane di negoziati, poiché il tempo tecnico stava per esaurirsi, Netanyahu ha infine chiesto a Herzog (che ha acconsentito il 9 dicembre) un'estensione di 14 giorni per finalizzare i ruoli che i suoi partiti alleati avrebbero svolto. Il 21 dicembre, infine, Netanyahu informò Herzog che era riuscito a formare una coalizione. Il governo di coalizione ha così prestato giuramento il 29 dicembre, dopo aver ricevuto la fiducia della Knesset.